# Skombrotoksizm
Skombrotoksizm – zatrucie pokarmowe związane z konsumpcją ryb mających ciemne mięso, na przykład makreli (łac. Scombridae), tuńczyka, morszczuka, ostroboka, spowodowane zatruciem histaminą.
Histamina powstaje w mięsie ryb wskutek bakteryjnej dekarboksylacji histydyny, będącej składnikiem ich mięsa, czemu sprzyja przechowywanie w temperaturze powyżej 0 °C. W prawidłowych warunkach histamina występuje w stężeniu 0,1 mg na 100 g ryby, wskutek dekarboksylacji może osiągać nawet stężenia 25–50 mg na 100 g ryby. Poziom przy którym pojawiają się objawy chorobowe zależy od osobniczej wrażliwości na histaminę. W Polsce nie prowadzi się statystyk chorobowości, natomiast na przykładzie Stanów Zjednoczonych wiadomo, że zatrucie to jest częste (około 5% zatruć pokarmowych; najczęstsza przyczyna).
Choroba ma skłonność do samoistnego ustępowania, ale zanim to nastąpi powoduje dość uciążliwe objawy. Zwykle w 10 do 30 minut od spożycia ryby pojawiają się objawy:
- zaczerwienienie skóry
- tachykardia
- ból głowy
- nudności
- uczucie lęku
- suchość w jamie ustnej
- wzmożone pragnienie
- trudności w połykaniu (dysfagia)
- niekiedy także trudności w oddychaniu (duszność)
- pokrzywka
- świąd skóry
- spadek ciśnienia tętniczego
- rzadko zaburzenia widzenia
- biegunka, która dołącza się zwykle po kilku godzinach

Chorobę rozpoznaje się na podstawie charakterystycznego wywiadu i objawów chorobowych. Można ją potwierdzić wykazując podwyższone stężenie w krwi, moczu lub próbce mięsa. Leczenie ma charakter objawowy, choć w przypadku niektórych objawów jak nasilona tachykardia lub duszność połączona ze skurczem oskrzeli, może występować konieczność intensywnego, typowego dla tych objawów postępowania (monitorowanie elektrokardiograficzne, zapewnienie dostępu do żyły, tlenoterapia, leczenie bronchodylatacyjne – rozkurczające oskrzela). Objawy zależą od osobniczej wrażliwości na histaminę oraz jej stężenia w spożytym mięsie.
Leczeniem z wyboru jest podanie leków przeciwhistaminowych (ranitydyna, cymetydyna, difenhydramina). Po opanowaniu objawów choroba ustępuje bez pozostawienia następstw.